# Index Medicus

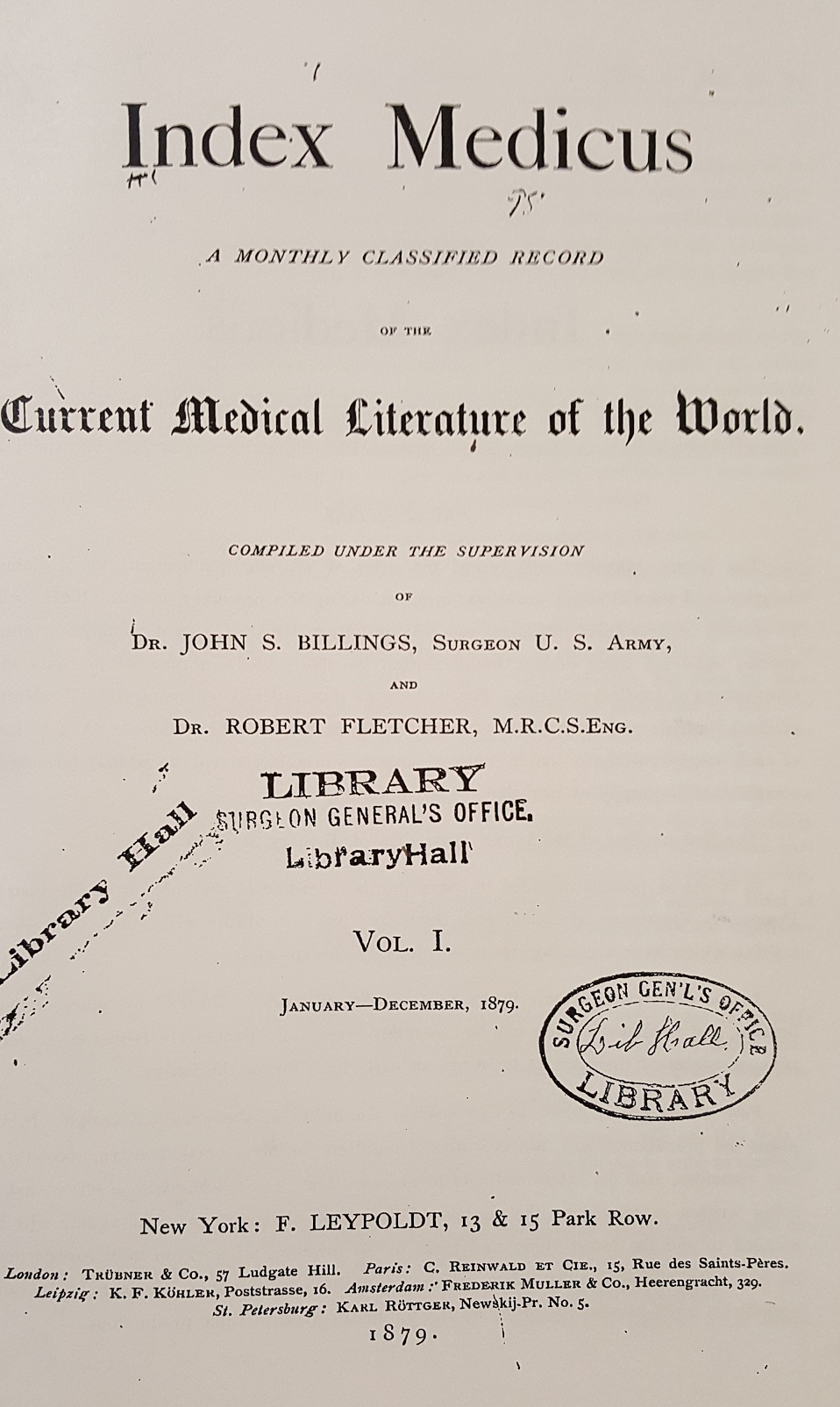
La première édition de L'index Medicus en 1879

L'Index Medicus (IM) est une publication de la Bibliothèque américaine de médecine qui regroupe les tables des matières des principales revues biomédicales et de médecine, d'abord américaines, puis internationales. La publication a commencé en 1879 et s'est arrêté en 2004 avec le volume numéro 45, lorsque la base de données MEDLINE a pris le relai. 
La publication en fut initiée par John Shaw Billings, directeur de l'ancêtre de la Bibliothèque américaine de médecine, la Library of the Office of the Surgeon General, United States Army. Cette publication est similaire à la Bibliographia medica publiée à la même période par l'Institut de bibliographie de Paris.